# Irod Agrippa I

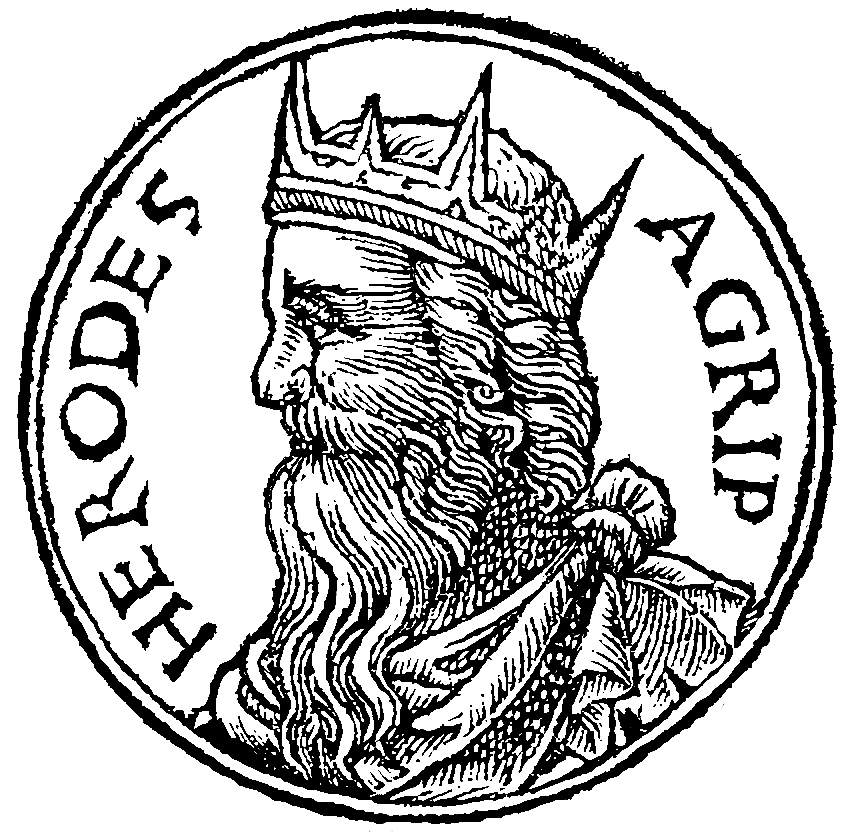
Irod Agrippa I

Irod Agrippa I (n. 10 î.Hr. – d. 44 d.Hr., Cezareea Maritima, Caesarea, Subdistrictul Haifa, Palestina) a fost nepotul regelui Irod cel Mare și rege al Iudeei între anii 41-44 d.Hr. A fost încoronat în anul 41 de către prietenul și protectorul său, împăratul Caligula (37-41), după decesul împăratului Tiberius. A obținut, rând pe rând, multe din teritoriile unchilor săi, Irod Antipa și Filip Tetrarhul. După uciderea lui Caligula în anul 41, Irod Agrippa I (care locuia permanent la Roma) a jurat loialitate noului împărat Claudius (41-54), obținând Palestina în limitele hotarelor din vremea lui Irod cel Mare. Irod Agrippa I este acel „Irod” din Noul Testament (Faptele Apostolilor) care în anul 44 i-ar fi condamnat la moarte pe apostolii Iacob cel Bătrân (fratele apostolului Ioan) și Petru (evadat din închisoare). Irod Agrippa I a murit în anul 44 în Caesarea Maritima (oraș situat astăzi între Tel Aviv și Haifa, Israel), în mod dramatic, în timpul unor lupte și întreceri sportive. A construit al doilea zid al cetății Ierusalimului, încorporând intravilan și ridicătura de pământ numită Golgota.

## Galerie de imagini

Regatul lui Irod Agrippa I

## Legături externe
- Glosar religios
- Confuzie biblică